# Fabien Gouttefarde
 (mars 2022).
Si vous disposez d'ouvrages ou d'articles de référence ou si vous connaissez des sites web de qualité traitant du thème abordé ici, merci de compléter l'article en donnant les références utiles à sa vérifiabilité et en les liant à la section « Notes et références ».
Fabien Gouttefarde, né le 27 septembre 1978 à Versailles, est un homme politique français. Membre de La République en marche, il est député de la 2e circonscription de l'Eure de 2017 à 2022 et maire de Tillières-sur-Avre depuis 2022.

## Biographie
Juriste en droit public et en droit international, il occupe différents postes au sein du ministère des Armées.
Élu député de la deuxième circonscription de l'Eure en juin 2017, il est membre de la commission de la Défense nationale et des Forces armées. Le 19 juin 2022, au second tour des législatives, il est battu par sa concurrente du RN.

## Études
En 2011, Fabien Gouttefarde est diplômé de l’Institut régional d’administration (IRA) de Lyon. Il prépare ensuite le concours interne de l’École nationale d'administration (ENA) à l’Institut de la gestion publique et du développement économique (IGPDE) de Vincennes. Enfin, en juin 2015, il obtient un diplôme universitaire (DU) « études et pratiques judiciaires » de l’université Paris I Panthéon-Sorbonne.

## Carrière professionnelle
Il intègre en 2008 la direction des affaires juridiques du ministère des Armées. Son premier poste le conduira à se spécialiser en droit pénal international et en droit international humanitaire.
Entre 2013 et 2014, il se spécialise en droit de la responsabilité administrative afin de défendre les intérêts du ministère devant le juge administratif.
Avant son élection, il était conseiller juridique de l’Office national des anciens combattants et victimes de guerre (ONAC-VG) dont la mission est la sauvegarde des droits et de la mémoire des anciens combattants et l’indemnisation des victimes de guerre.
Auteur de plusieurs articles[Lesquels ?] de doctrine juridique, Fabien Gouttefarde a également enseigné le droit dans plusieurs universités parisiennes[Lesquelles ?], entre 2008 et 2013. 

## Réserviste
Il s’est engagé dans la réserve opérationnelle de la Marine nationale et a le grade de lieutenant de vaisseau (capitaine). Avant son élection, il était animateur « Journée défense citoyenneté » sur la Base aérienne 105 d’Évreux-Fauville[réf. nécessaire]

## Carrière politique
Adhérent à En marche à sa création en avril 2016, il devient en septembre de la même année, le premier référent du parti dans le département de l’Eure, où il réside.
Arrivé en ballottage favorable au premier tour de l'élection législative de la deuxième circonscription de l'Eure avec près de 35 % des voix, il est élu le 18 juin 2017 à 63 % devant le candidat du Front national.
Membre de la commission de la Défense de l'Assemblée nationale, Fabien Gouttefarde préside le Groupe d'amitié France – Yémen ainsi que le Groupe d’études Action humanitaire. Il est membre de l'Assemblée parlementaire du Conseil de l'Europe (APCE) qui siège à Strasbourg et membre de la Commission des migrations ainsi que de la commission des questions juridiques et des droits de l'homme.
Il fait partie de la première délégation de parlementaires français, depuis 2014, à s'être rendu au Yémen, pays en guerre. Il se déclare favorable à la poursuite des ventes d'armes françaises à l'Arabie saoudite.
Le 19 juin 2022, lors du second tour des législatives, le député sortant Gouttefarde est battu par sa concurrente du Rassemblement national, Katiana Levavasseur. Fin août 2022, il est élu maire de  Tillières-sur-Avre, dont il avait intégré le conseil municipal en 2020.